# 帕雅斯
帕雅斯（法語：Pageas，法語發音：[paʒas]）是法国新阿基坦大区上维埃纳省的一个市镇，属于利摩日区。

## 地理
帕雅斯（45°40'40"N, 0°59'59"E）面积27.76 平方千米，位于法国新阿基坦大区上维埃纳省，该省份为法国中西部省份，北起顺时针与安德尔省、克勒兹省、科雷兹省、多爾多涅省、夏朗德省和维埃纳省接壤。
与帕雅斯接壤的市镇（或旧市镇、城区）包括：尚萨克、比西耶尔加朗、莱卡尔、沙吕、弗拉维尼亚克、戈尔、塞雷亚克。

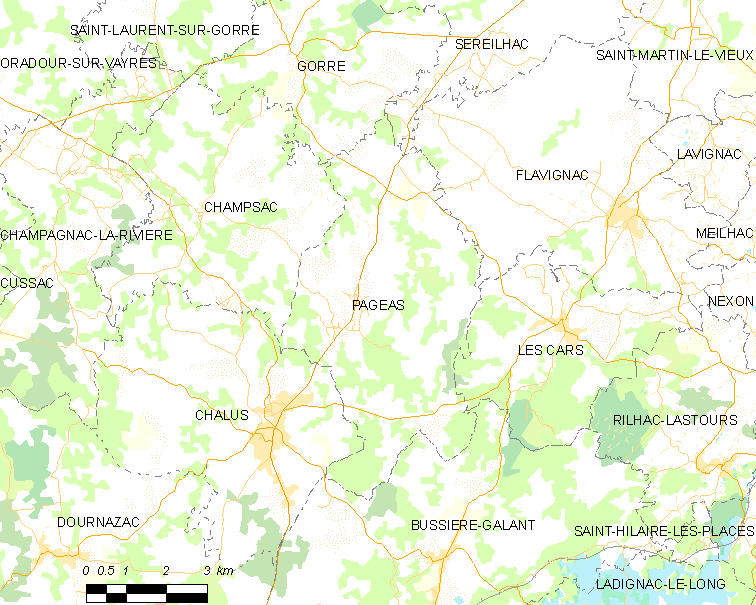
帕雅斯的OSM定位图

帕雅斯的时区为UTC+01:00、UTC+02:00（夏令时）。

## 行政
帕雅斯的邮政编码为87230，INSEE市镇编码为87112。

## 政治
帕雅斯所属的省级选区为圣伊里耶拉佩尔什县。

## 人口

1962-2008年间帕雅斯人口变化图示

帕雅斯于2022年1月1日时的人口数量为639人。